# Mustafa Balel
Mustafa Balel (01 tháng 9 năm 1945, Sivas, Thổ Nhĩ Kỳ) là một nhà văn và dịch giả Thổ Nhĩ Kỳ.
Năm 1968, ông tốt nghiệp bằng tiếng Pháp và văn học từ Đại học Gazi ở Ankara. Năm 1972, ông bắt đầu viết phê bình văn học trên các tờ báo và tạp chí có uy tín trong nhiều Istanbul. Sau đó, ông bắt đầu viết truyện ngắn và tiểu thuyết dành cho người lớn và trẻ em. Ông cũng đã dịch bốn mươi cuốn sách văn học Pháp.
Tác phẩm của ông đã được dịch sang tiếng Pháp, Ba Tư, tiếng Bồ Đào Nha, Rumani, Bungari và tiếng Anh.

## Công Trình

### Tiểu Thuyết
- Peygamber Çiçeği (Le bleuet, 1981; 2005)
- Asmalı Pencere (La fenêtre à la vigne, 1983; 2011)
- Bizim Sinemamız Var! (Mais voyons, nous avons le cinéma !, 1979)
- Cumartesiye Çok Var mı? (Samedi, c'est loin ?, 1982; 2011)
- Nöbetçi Ayakkabıcı Dükkanı (Boutique de chaussures de garde, 2005)
- جامه‌های سفیر (Les costumes du consul, 2014, en langue persane)

### Truyện ngắn
- Kurtboğan (Le rocher dit Engorge - Loup, 1974)
- Kiraz Küpeler (Les boucles d'oreilles de cerises, 1978; 2010)
- Gurbet Kaçtı Gözüme (l'Exil dans mes yeux, 1982)
- Turuncu Eleni (Eleni l'Orange, 1992)
- Karanfilli Ahmet Güzellemesi (Eloge pour Ahmet à l'œillet, 2005)
- Dedemin Bakır Koltukları (Fauteuil en cuivre du grand-père, 2011)
- Etiyopya Kralının Gözleri (Les yeux du roi d'Éthiopie, 2011)
- Havlamayı Unutan Köpek (Le chien qui oublie aboyer, destiné aux jeunes, 2012)
- Ressamın Kedisi (Le chat du peintre, destiné aux jeunes, 2014)
- Inițiatoarea (recueil de nouvelles, paru à Bucarest, en langue romaine, 2014)

### Văn Học du Lịch
- Bükreş Günleri (Les jours de Bucarest, 1985)
- İstanbul Mektupları / Avrupa Yakası (Lettres d’Istanbul / Côte européenne'', 2009)